# Copa Hopman de 2008
A Copa Hopman de 2008 foi a 20ª edição do torneio entre países do tênis em mistas, organizada pela Federação Internacional de Tênis.
Serena Williams e Mardy Fish dos Estados Unidos bateram os sérvios Jelena Janković e Novak Djokovic na final.